# Klanxbüll
Klanxbüll település Németországban, Schleswig-Holstein tartományban. Lakosainak száma 1003 fő (2023. december 31.).

## Népesség
A település népességének változása:
| Lakosok száma | 610  | 995  | 985  | 1030 | 1042 | 1003 |
|               | 1975 | 2017 | 2019 | 2021 | 2022 | 2023 |